# Prix Thomas-Merton
Le prix Thomas-Merton est attribué depuis 1972 par le Thomas Merton Center for Peace and Social Justice de Pittsburgh, aux États-Unis. Il porte le nom de Thomas Merton et il est donné chaque année à des « personnes luttant pour la justice aux États-Unis ou dans le monde. »

## Lauréats du prix
1972 : James Carroll
1973 : Dorothy Day
1974 : Dick Gregory
1975 : Joan Baez
1976 : Dom Hélder Câmara
1977 : Dick Hughes
1978 : Mgr John H. Burt et Mgr James Malone
1979 : Helen Caldicott
1980 : William Winispinger
1981 : Le peuple de Pologne
1982 : Mgr Raymond Hunthausen (en)
1983 : non attribué
1984 : Bernice Johnson Reagon
1985 : Henri Nouwen
1986 : Allan Boesak
1987 : Miguel d'Escoto Brockmann
1988 : Daniel Berrigan
1989 : Comrades du Salvador et Elizabeth Linder
1990 : Marian Wright Edelman
1991 : Howard Zinn
1992 : Molly Rush
1993 : révérend Lucius Walker
1994 : Richard Rohr OFM
1995 : Marian Kramer
1996 : Winona LaDuke
1997 : Ron Chisom
1998 : Studs Terkel
1999 : Wendell Berry
2000 : Ronald V. Dellums
2001 : sœur Joan Chittister
2002 : Mgr Leontine T. Kelly
2003 : Voices in the Wilderness
2004 : Amy Goodman
2005 : révérend Roy Bourgeois
2006 : Angela Davis
2007 : Cindy Sheehan
2008 : Malik Rahim
2009 : Dennis Kucinich
2010 : Noam Chomsky
2011 : Vandana Shiva
2012 : Martin Sheen
2013 : Bill McKibben
2014 : Jeremy Scahill
2015 : Barbara Lee
2016 : Frida Berrigan
2017 : Center for Constitutional Rights 
2018 : Monica Ruiz
En 2011 a été décerné un prix spécial, le “40th Anniversary Peace and Justice Award” ; le récipiendaire en est Medea Benjamin.

## Site internet
- Le Thomas Merton Center